# Тура (Красноярский край)
Тура́ (эвенк. Туру) — посёлок в Красноярском крае России. Административный центр административно-территориальной единицы с особым статусом — Эвенкийского района. Образует сельское поселение посёлок Тура.

## География
Расположен в месте впадения реки Кочечум в Нижнюю Тунгуску.
До 10 апреля 2002 года был административным центром Илимпийского района, до 1 января 2007 года был административным центром Эвенкийского автономного округа. До 21 апреля 2011 года имел статус посёлка городского типа.
Угроза частичного затопления посёлка
В перспективе посёлок находится под угрозой затопления из-за планирующегося строительства Эвенкийской ГЭС.

## История

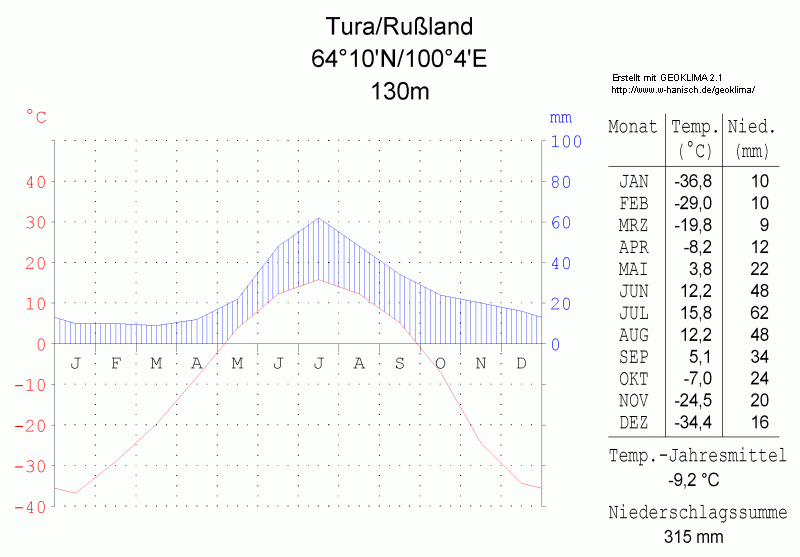
Климатическая диаграмма

До прихода советской власти здесь было стойбище эвенков и единственная в округе купеческая лавка.
В 1924 году на территорию Илимпейской тундры был послан инструктор Туруханского уездного исполкома Елизар Сергеевич Савельев. 5 марта он провёл собрание тунгусов Чапогирского рода (Мирошкол), стойбище которых располагалось неподалёку от бывших купеческих «покоев». Инструктор известил таёжников, что отныне здесь будет строиться «новая жизнь», а бывшая купеческая заимка станет центром администрации туземной волости. И савватеевско-суздалевская изба стала помещением Илимпийского волисполкома. В решении того же собрания от 5 марта 1924 года было записано так: «Административным центром считать Туру, возле устья реки Кочечумо при впадении в реку Нижняя Тунгуска». Эту дату можно считать днём образования Туры. Но в Эвенкии датой основания Туры считают 1927 год.
В 1925 году на расширенном пленуме Комитета Севера при ВЦИК СССР было принято решение о создании культурных баз.
3 августа 1927 года начала работать Тунгусская культбаза Комитета содействия малым народностям северных окраин Красноярского округа. Тогда же были построены первые в истории Эвенкии больница, школа, библиотека, баня, Дом туземца, проводилась паспортизация населения.
В таёжную глушь для строительства новой жизни были направлены квалифицированные специалисты — люди, преданные своему делу и посвятившие жизнь освоению северных территорий. У истоков образования Туры стояли учёный-этнограф И. М. Суслов, первый заведующий культбазой Ф. Я. Бабкин, врачи С. Н. Бушмарин, Д. А. Кытманов, Л. А. Симонов, ветеринар В. И. Пальмин и многие другие.
В 1935 году окружной исполком принимает решение о передаче Туринской культбазы и её учреждений Эвенкийскому окрисполкому, а позже и населённый пункт получил название — рабочий посёлок Тура.
В 1938 году Тура получила статус посёлка городского типа. 21 апреля 2011 года посёлок Тура стал сельским населённым пунктом.
В 1970—1990-е гг. в Туре базировалась крупная Туринская нефтегазоразведочная экспедиция.
В рамках муниципальной реформы в 2004 году было образовано муниципальное образование посёлок городского типа Тура со статусом сельского поселения и единственным населённым пунктом в его составе.
В 2011 году Тура была лишена статуса пгт, в связи с чем название сельского поселения было изменено на посёлок Тура.

## Население
| 1939  | 1959  | 1970  | 1979  | 1989  | 2002  | 2009  | 2010  | 2012  |
| ----- | ----- | ----- | ----- | ----- | ----- | ----- | ----- | ----- |
| 1573  | ↗2039 | ↗3528 | ↗5507 | ↗7474 | ↘5836 | ↘5380 | ↗5535 | ↗5668 |
| 2013  | 2014  | 2015  | 2016  | 2017  | 2018  | 2019  | 2020  | 2021  |
| ↘5596 | ↘5562 | ↘5506 | ↗5526 | ↘5493 | ↘5342 | ↗5356 | ↘5343 | ↘4440 |

Национальный состав
По данным Всероссийской переписи населения 2010 года:
| № | Национальность | Численность, чел. | Доля   |
| - | -------------- | ----------------- | ------ |
| 1 | русские        | 3 278             | 59,2 % |
| 2 | эвенки         | 925               | 16,7 % |
| 3 | якуты          | 251               | 4,5 %  |
| 4 | украинцы       | 130               | 2,4 %  |
| 5 | не указано     | 412               | 7,5 %  |
| 6 | другие         | 539               | 9,7 %  |

## Местное самоуправление
Туринский поселковый Совет депутатов VII созыва
Дата избрания: 08.09.2024. Срок полномочий: 5 лет. Количество депутатов: 10.
- Председатель поселкового Совета депутатов: Репин Вячеслав Викторович.

| Фракция       | Кол-во депутатов |
| ------------- | ---------------- |
| Единая Россия | 10               |

Глава посёлка
- Жукова Светлана Васильевна. Дата избрания: 18.12.2024. Дата вступления в должность: 14 января 2025. Срок полномочий: 5 лет.

Руководители посёлка
- Бодренко Леонид Герасимович (1954—2017), глава администрации посёлка в 1992—1994 гг.
- Ольховик Валерий Михайлович, глава администрации посёлка в 1994—1995 гг.
- Семёнова Галина Фёдоровна, глава администрации посёлка в 1995—1997 гг.
- Суворов Пётр Иванович, глава поселка в 2001—2005 гг. и председатель поссовета в 2002—2005 гг.
- Чустеев Владимир Тимофеевич, и. о. главы посёлка 2005—2006 гг.
- Мукто Игорь Валерьевич, глава поселка и председатель поссовета в 2006—2010 гг.
- Черных Александр Валентинович, глава администрации посёлка в 2006—2010 гг.
- Сутягина Алина Григорьевна, глава посёлка и председатель поссовета в 2010—2013 гг.
- Брень Евгений Владимирович, глава администрации посёлка в 2010—2013 гг.
- Габрат Евгений Павлович, врио главы администрации посёлка в 2013—2014 гг.
- Цай Елена Владимировна, врио главы администрации посёлка с января по май 2014 года.
- Мукто Игорь Валерьевич, глава поселка и председатель поссовета в 2014—2018 гг (врио в 2013—2014).
- Садовин Юрий Иванович, врио главы посёлка в 2018—2020 гг.
- Губарев Ким Кимович, врио председателя поссовета в 2018—2019 гг.
- Вершинина Наталья Григорьевна, председатель поссовета в 2019—2022 гг.
- Мукто Игорь Валерьевич, председатель поссовета в 2022—2023 гг.
- Жгунова Альбина Кимовна, председатель поссовета в 2023—2024 гг.
- Воробьева Татьяна Александровна, глава посёлка в 2020—2025 гг.

## Инфраструктура
В Туре действуют предприятия тепло- и электроснабжения, транспортировки горюче-смазочных материалов. В посёлке есть районное управление автомобильных дорог.
В Туре работают районная больница, центр социального обслуживания населения, две гостиницы, баня.

## Культура
В посёлке находятся краеведческий музей, библиотека, культурно-досуговый центр, центр народного творчества, детская школа искусств.

## Спорт
- Спортивная школа
- Физкультурно-оздоровительный комплекс
- Стадион

## Образование
- Пять детских садов
- Туринская средняя школа
- Туринская средняя школа-интернат имени А. Н. Немтушкина
- Туринский медицинский техникум
- Эвенкийский многопрофильный техникум

## Климат
Посёлок находится в области с континентальным субарктическим климатом, зимние температуры могут опускаться до −60°С. Лето короткое, но летние температуры могут превышать +35°С. Зима в Туре довольно снежная, максимальная высота снежного покрова составляет 67 см. Среднегодовые показатели климата составляют:
- температура воздуха — −8,4 °C;
- относительная влажность воздуха — 71 %;
- скорость ветра — 1,6 м/с.

Низкие температуры зимой обуславливают широкое распространение вечной мерзлоты, мощность которой в этом районе достигает 50-200 м. Область посёлка относится к зоне таёжных лесов.
| Показатель                    | Янв.  | Фев.  | Март  | Апр.  | Май   | Июнь | Июль | Авг. | Сен.  | Окт.  | Нояб. | Дек.  | Год   |
| ----------------------------- | ----- | ----- | ----- | ----- | ----- | ---- | ---- | ---- | ----- | ----- | ----- | ----- | ----- |
| Абсолютный максимум, °C       | −1,2  | 3,3   | 9,3   | 18,5  | 31,3  | 37,6 | 38,8 | 32,6 | 26,0  | 17,2  | 6,5   | 3,0   | 38,8  |
| Средний суточный максимум, °C | −29,9 | −23,3 | −8,3  | 1,7   | 10,0  | 20,9 | 24,2 | 19,4 | 10,4  | −2,2  | −19,4 | −28,9 | −2,7  |
| Средняя температура, °C       | −34   | −29,1 | −16,3 | −5    | 4,2   | 14,1 | 17,2 | 13,1 | 5,1   | −6,1  | −23,8 | −32,8 | −8,4  |
| Средний суточный минимум, °C  | −37,9 | −34   | −23,3 | −11,7 | −1,4  | 7,3  | 10,7 | 7,9  | 1,1   | −9,5  | −27,7 | −36,7 | −13,6 |
| Абсолютный минимум, °C        | −58,9 | −59,2 | −50,7 | −41,6 | −27,1 | −5,8 | −1,5 | −5,5 | −15,6 | −39,1 | −52   | −60   | −60   |
| Норма осадков, мм             | 16    | 12    | 12    | 17    | 35    | 46   | 56   | 68   | 38    | 32    | 24    | 19    | 373   |
| Источник: Погода и климат     |       |       |       |       |       |      |      |      |       |       |       |       |       |

| Среднесуточная температура воздуха в Туре по данным NASA | Среднесуточная температура воздуха в Туре по данным NASA | Среднесуточная температура воздуха в Туре по данным NASA | Среднесуточная температура воздуха в Туре по данным NASA | Среднесуточная температура воздуха в Туре по данным NASA | Среднесуточная температура воздуха в Туре по данным NASA | Среднесуточная температура воздуха в Туре по данным NASA | Среднесуточная температура воздуха в Туре по данным NASA | Среднесуточная температура воздуха в Туре по данным NASA | Среднесуточная температура воздуха в Туре по данным NASA | Среднесуточная температура воздуха в Туре по данным NASA | Среднесуточная температура воздуха в Туре по данным NASA | Среднесуточная температура воздуха в Туре по данным NASA |
| Янв                                                      | Фев                                                      | Мар                                                      | Апр                                                      | Май                                                      | Июн                                                      | Июл                                                      | Авг                                                      | Сен                                                      | Окт                                                      | Ноя                                                      | Дек                                                      | Год                                                      |
| −36,2 °C                                                 | −32,8 °C                                                 | −18,9 °C                                                 | −7,5 °C                                                  | 2,8 °C                                                   | 12,1 °C                                                  | 16,5 °C                                                  | 12,4 °C                                                  | 4,9 °C                                                   | −7,3 °C                                                  | −25,0 °C                                                 | −32,1 °C                                                 | −9,1 °C                                                  |
| -------------------------------------------------------- | -------------------------------------------------------- | -------------------------------------------------------- | -------------------------------------------------------- | -------------------------------------------------------- | -------------------------------------------------------- | -------------------------------------------------------- | -------------------------------------------------------- | -------------------------------------------------------- | -------------------------------------------------------- | -------------------------------------------------------- | -------------------------------------------------------- | -------------------------------------------------------- |

## Экономика
Транспорт
Речной порт на Нижней Тунгуске, Тура имеет два аэропорта. Первый расположен в самом посёлке и служит для местных перевозок. Другой — «Горный» — в 13 км, для более дальних перевозок.
Аэропорт и сам посёлок были художественно изображены в фильме «Корабль пришельцев» (хотя съёмки велись в городе Канске).
Сотовая связь
В посёлке свои услуги предоставляют 4 оператора сотовой связи — TELE2, Билайн, МТС и МегаФон. В 2022 году состоялся запуск мобильного интернета 4G от МТС.

## Муниципальные учреждения и организации
- МКУ «Дирекция эксплуатации зданий»

## АГЭУ
В п. Тура с 2020 года начали строить первую в Красноярском крае автономную гибридную дизель-солнечную энергоустановку (АГЭУ). Станция введена в эксплуатацию в сентябре 2021 года, с началом отопительного сезона. Фотоэлектрическая система мощностью 2,5 МВт позволит снизить долю генерации дизельных электростанций посёлка и сократить расход дизтоплива на 15-20 % — до 644 тонн в год.

## Происшествия
Убийство православного священника
21 марта 2000 года в посёлке Тура был убит настоятель местного православного храма иеромонах Григорий (Яковлев). Преступник — 27-летний Руслан Любецкий — убил священника самодельным шилом, отрезал ему голову перочинным ножом и поместил её на церковный алтарь. Задержанный по горячим следам преступник назвал себя членом «законспирированной организации воинов Кришны», дислоцированной в тайге, и заявил, что убийство он совершил по внушению некоего голоса, который он принял за «голос Кришны». Суд признал его невменяемым и определил на принудительное лечение. Следствие установило, что Любецкий не имел никакого отношения к вере кришнаитов и совершил преступление на почве сумасшествия. Несмотря на это, в православных источниках и некоторых публикациях СМИ, Любецкого представили как «кришнаита, совершившего ритуальное убийство православного священника». В марте 2010 года в СМИ появились сообщения о том, что окровавленные вещи и сапоги Любецкого были найдены на берегу реки, по одной из версий его задрал медведь шатун . Свято-Троицкий храм, в котором служил иеромонах Григорий был снесён
Авиакатастрофа 13 января 2005 года
13 января 2005 года в районе устья ручья Баженов, примерно в 10 км от взлётно-посадочной полосы аэропорта Горный, разбился самолёт АН-2, осуществлявший рейс по маршруту Ванавара — Тура. Все 9 человек, находившиеся на борту самолёта — 7 пассажиров и 2 члена экипажа, погибли.
Разлив нефтепродуктов в реку Нижняя Тунгуска 11 мая 2023 года
В п. Тура произошел разлив нефтепродуктов в реку Нижняя Тунгуска в мае 2023 года. Происшествие было зафиксировано 11 мая на берегу реки Нижняя Тунгуска в районе Туры. Маслянистое пятно обнаружили сотрудники водозаборной станции муниципального предприятия «Илимпийские теплосети», расположенной вблизи от данного участка.
Информация о происшествии была передана в единую диспетчерскую службу с последующей проверкой причин и последствий аварии, а также установления источника загрязнения. Данный факт был подтвержден после обследования оперативной группой поисково-спасательного отряда МКУ «Управление ГО и ЧС» береговой зоны реки, устьевого участка и русла впадающего ручья.
Причиной попадания нефтепродуктов в водные ресурсы послужила разгерметизация старого трубопровода, находящегося на территории МП ЭМР «Эвенкиянефтепродукт».
Разлив нефтепродуктов в реку Нижняя Тунгуска 9 июня 2024 года
Около 200 квадратных метров земли и часть акватории реки Нижняя Тунгуска в поселке Тура оказались загрязнены нефтепродуктами из-за разгерметизации трубопровода.Сообщение о ЧП поступило в надзорные органы 9 июня. Топливо залило площадь около 200 "квадратов" вдоль трубопровода для транспортировки нефтепродуктов. Прокуратура организовала проверку.
Старый нефтепровод, из которого произошла утечка, тянется от нефтебазы, принадлежащей муниципальному предприятию «Эвенкиянефтепродукт». Эксперты взяли пробы почвы и воды. На основании анализа специалисты вычислят причиненный природе ущерб.

## Топографические карты
- Лист карты Q-47-XXXV,XXXVI Тура. Масштаб: 1 : 200 000. Указать дату выпуска/состояния местности.